# Camatta
Camatta is een plaats (frazione) in de Italiaanse gemeente Pavullo nel Frignano.